# 高泉
高泉（1936年11月24日－2014年3月22日），生於中國安徽省蚌埠，中國當代著名油畫家，1961年畢業於中央美術學院，師從董希文。歷任中國人民革命軍事博物館創作室主任，兼任中國油畫學會理事，被譽為中國畫海第一人。

## 藝術經歷
高泉1956年考入中央美術學院油畫系，1961年以滿分及第一名畢業於董希文教授工作室，並被留任助教。一年後自願調幹入伍，先海軍，後總政歷任美術員、編輯，教授。
歷任中國美術家協會會員、中國美術家協會油畫藝委會委員、中國油畫學會理事、中國壁畫藝委會委員、國家一級美術師、威海市美術家協會主席、中國人民革命軍事博物館創作室主任等職。
高泉以畫海而負盛名。他畫的海大氣磅礴，多姿多彩，極富生命的激情與藝術的表現力，大刀闊斧而不失尺度。高泉的座右銘是：「一意孤行方立我，無中生有才為高」。
1999年底退休的高泉，在山東威海市遠遙村建了「高泉藝術博物館」和「海洋畫院」。

## 作品

《暖秋》高泉 布面油畫 146 x 97cm

高泉一生創作了《向海洋》、《心潮》、《中流砥柱》、《東渡黃河》、《巍巍中華》、《決策出兵》等二百餘幅作品。高泉的海景畫或洶湧澎拜、氣勢宏大， 或風平浪靜，或烏雲蔽日，或傲月當空。
其中《渴》獲全國美展三等獎，《過草地》獲全軍美展優秀獎，《豐碑》獲全軍抗洪美展一等獎、全國九屆美展銅獎。

## 研究及紀念

### 出版物
- 天津人民出版社於1992年出版了《海之歌—高泉海景畫集》，並於2005年出版了《高泉的海》畫集。
- 2007年2月，學習出版社出版了《中國當代主題性油畫創作名家高泉藝術專集》畫集。
- 1999年，山東省威海市建「高泉藝術博物館」和「海洋畫院」。[3]

### 紀錄片
- 1987年，八一電影製片廠以《大海之子》為題拍攝了高泉大型傳記性紀錄片。
- 2018年，導演孫憲拍攝了一部講述威海油畫歷史及高泉的事蹟的文獻紀錄片《尋源問道》。

## 評論
美術評論家水天中曾說道：「高泉先生在當代中國畫壇上的位置是十分獨特、是無可替代的。他的革命歷史題材畫作以其獨特的視角和縝密的歷史思考，成為這一畫家群體中的領軍人物；他以雄健的氣度描繪的大海，表現人與自然在精神上的共振，堪稱藝壇獨步」。
2014年高泉離世後，詩人張興禾為其作了一首詩：「高山無語泣無聲，泉水永流淚相溶，恩重千金鑄九鼎，師德筆端繪千重，一道陰陽隔您我，路上徒爾痛兼程，走遍神州師何在？好似大地昨日行！」